# Klemens von Metternich
Klemens Wenzel Nepomuk Lothar (ou Clemente Venceslau Nepumoceno Lotário), Príncipe de Metternich-Winneburg-Beilstein (15 de Maio de 1773 – 11 de Junho de 1859) foi um estadista do Império Austríaco e um dos mais importantes diplomatas do seu tempo, a serviço do Ministro do Exterior imperial desde 1809 e Chanceler a partir de 1821 até à revolução liberal de 1848, que forçou a sua demissão.
Uma das suas primeiras responsabilidades foi o estabelecimento de uma détente com França que incluísse o casamento de Napoleão com a arquiduquesa austríaca Maria Luísa. Pouco depois, tratou da entrada da Áustria na Guerra da Sexta Coligação, no lado Aliado, assinou o Tratado de Fontainebleau que enviou Napoleão para o exílio, e liderou a delegação austríaca presente no Congresso de Viena que dividiu a Europa pós-napoleónica entre as principais potências. Pelo seu papel ao serviço do Império Austríaco, recebeu o título de Príncipe em Outubro de 1813. Sob a sua orientação, o seu "Sistema" de congressos internacionais prolongou-se por mais uma década, com a Áustria aliada à Rússia e, de forma menos alargada, à Prússia. Esta situação assinalou o auge da importância diplomática da Áustria e, a partir deste momento, de forma discreta, Metternich passou a dedicar-se unicamente à diplomacia internacional mais periférica. No seu país, Metternich manteve o cargo de Chanceler de Estado de 1821 até 1848, sob os reinados de Francisco I e do seu filho Fernando I. Após um breve exílio em Londres, Brighton e Bruxelas, que durou até 1851, regressou à corte vienense, desta vez para apenas servir como conselheiro do sucessor de Fernando, Francisco José I. Depois de ter passado por toda a sua geração de políticos, Metternich morreu com 86 anos de idade 1859.
Nascido no seio da família Metternich em 1773, filho de um diplomata, recebeu o nome do seu padrinho, Clemens Wenceslaus da Saxónia, Arcebispo de Trier. Metternich estudou nas universidades de Estrasburgo e Mainz. Participou na coroação de Francisco II em 1792 e na do seu antecessor Leopoldo II, em 1792. Após uma breve viagem a Inglaterra, Metternich foi nomeado embaixador austríaco para os Países Baixos, um cargo de curta duração, dado que este estado ter ficado sob o controlo francês no ano seguinte. Casou pela primeira vez com Eleonore von Kaunitz (descendente de Carolina de Legnica-Brieg, nobre polaca), em 1795, facto que o ajudou a entrar na corte vienense. Apesar de ter tido várias relações extra-conjugais, ficou arrasado pela sua morte em 1825. Mais tarde casaria de novo, desta vez com a baronesa Antoinette Leykam em 1827 e, após a morte desta, em 1829, com a condessa Melanie Zichy-Ferraris em 1831, que faleceu cinco anos de Metternich. Antes de assumir o cargo de ministro do Exterior, Metternich passou por vários pequenos cargos, incluindo o de embaixador no Reino da Saxónia, no Reino da Prússia e na França napoleónica. Um dos filhos de Metternich, Richard von Metternich, foi também um diplomata de sucesso; muitos dos filhos reconhecidos de Metternich também morreriam antes do seu pai. Conservador tradicional, Metternich desejava manter o equilíbrio de poder, em particular ao resistir às ambições territoriais dos russos na Europa Central e territórios pertencentes ao Império Otomano. Não gostava do liberalismo e o seu trabalho ia no sentido de prevenir a desagregação do Império Austríaco, por exemplo, ao esmagar as revoltas nacionalistas austríacas no Norte de Itália e nos estados germânicos. No seu país, seguiu uma política semelhante utilizando a censura e uma vasta rede de espionagem para evitar as agitações domésticas.
Metternich tem sido, simultaneamente, elogiado e criticado pelas suas políticas. Os seus apoiantes destacam a sua presidência na "Era de Metternich", quando a diplomacia internacional ajudava a evitar as principais guerras na Europa. As suas qualidades como diplomata são elogiadas, salientando-se que os seus sucessos eram muito consideráveis face à sua fraca posição de negociação. A sua decisão de se opor ao imperialismo russo é vista como positiva. Os seus críticos descrevem-no como teimoso e descuidado, com princípios conservadores por vaidade, e uma sensação de infalibilidade. Argumentam que ele podia ter feito melhor para assegurar o futuro da Áustria; em vez disso, as suas propostas de 1817 para a reforma administrativa foram maioritariamente rejeitadas, e a sua oposição ao nacionalismo germânico terá sido a causa para a unificação da Alemanha com a Prússia e não com a Áustria. Outros historiadores discutem ele teria menos poder do que é sugerido e que as suas políticas eram exercidas quando estavam em linha com as perspectivas da monarquia de Habsburgo da Áustria.

## Biografia

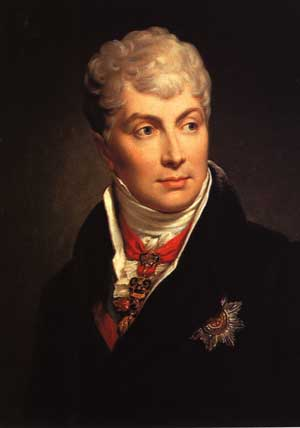
Klemens Wenzel Lothar Nepomuk von Metternich.

De nobre família de origens alemãs, estudou em colégios de Estrasburgo e Mogúncia. Partiu, após completar os estudos, para Viena, na Áustria, e suas ideias tradicionalistas o levaram a se colocar ao serviço dos Habsburgos, assim que a expansão da Revolução Francesa afectou os negócios da família na Alemanha.
A partir de 1794, passa a desempenhar missões diplomáticas, sem grande importância, porém, sendo notório o rigor e habilidade com que tratou tais funções, em estados como a Reino Unido, a Saxónia, a Prússia e a França. Embaixador em Paris de 1806 a 1809, as derrotas sucessivas do Império Austríaco contra a França de Napoleão e as convulsões sociais resultantes da malograda guerra, todavia, levaram-no ao poder como Ministro dos Assuntos Exteriores, em 1809.
Desde então, a sua "concepção conservadora" do equilíbrio europeu foi posta por si em marcha, destinada a impedir que a grande potência liberalista francesa exercesse a sua hegemonia sobre a Áustria e que o continente fosse repartido consoante as influências, que variavam entre o liberalismo e o absolutismo, defendido este último pelo Império Austríaco, pela Suécia, pela Alemanha e, até mesmo, pelo Império Otomano, que punha em causa o liberalismo de Napoleão, estando ele a contribuir para o sufrágio europeu. Assim, e com a ajuda das potências autoritárias, manteve as fronteiras austro-húngaras.
Todavia, dado o poderio militar francês, Metternich aconselhou o imperador a acordar com a França um pacto de Paz, tendo este sido simbolizado pelo casamento entre Napoleão e um das filhas do imperador, D. Maria Luísa de Habsburgo, realizado em 1810. Inconformado, aprovou até a colaboração da Áustria na campanha napoleónica contra a Rússia, em 1812.
Porém, secretamente, manteve negócios com o tsar, a fim de buscar um subtil manejo da diplomacia a favor dos interesses do país em solo francês, tal como o mantimento da fronteiras. Além disso, manteve-se, teoricamente, à margem da coligação russo-prussiana.

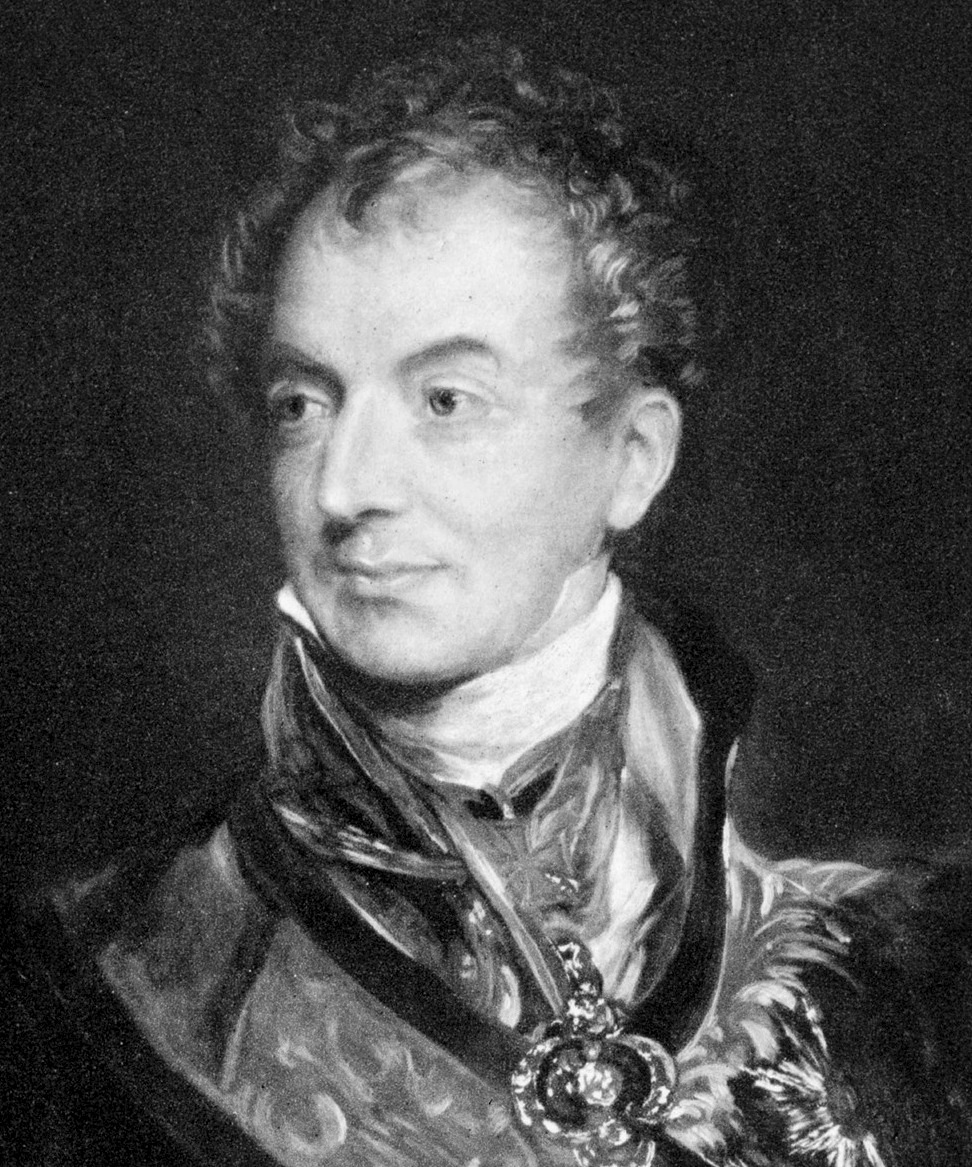
Metternich fez entrar a Áustria na coligação contra a França em 1813, participou do Congresso de Viena e opôs-se ao desenvolvimento dos movimentos liberais na Europa.

Assim, o Conde de Metternich foi decisivo na atribulada e arrasadora derrota de Napoleão, que levou, consequentemente, à restauração dos Bourbon na França, que, desgastada de uma exaltada guerra, não teve outra opção senão aceitar a restauração do trono a favor de uma família que a governou e a engrandeceu durante séculos.
Foi então que, em 1813, o imperador austríaco lhe concedeu o título de Príncipe, já que, até então, era somente conde.
Depois de realizados os seus objectivos de manter a hegemonia absolutista e o vigor das famílias reais e da Nobreza na Europa, consagrou o feito diplomático da sua vida presidindo, em 1815, o famoso Congresso de Viena, no qual foi decisivo em quaisquer decisões tomadas. Com este congresso pôde, sem objecções, reorganizar o mapa político do continente europeu, sob as teorias da legitimidade dinástica e nobiliárquica e o equilíbrio europeu.
Para a reorganização política do continente, contou com total apoio da Prússia e da Rússia, não tendo feito objecções às pretensões destes dois países, já que, por um lado, neles tinha vastos interesses, e por outro, para se manter um equilíbrio na Europa era essencial que a paz vigorasse na Rússia e na Prússia, que eram, afinal, duas das mais ricas e importantes potências europeias.
Todavia, receando uma nova revolução, manteve o sufrágio liberalista em França, criando, fronteirescos a esta, diversos estados, entre eles a Sardenha-Piemonte, os Países Baixos, para além do alargamento da Prússia para oeste e sudoeste.
Negou-se à reconstrução do Sacro Império Romano Germânico, pedida pela Espanha, substituindo-o por uma fraca e débil Confederação Germânica, presidida pela Áustria-Hungria. Converteu igualmente o Norte da Península Itálica, num protectorado austríaco, o Reino Lombardo-Vêneto, anexando aos seus territórios a Lombardia e Veneza, regiões a partir das quais manteve uma influência decisiva sobre a vasta península mediterrânica.
Nos seguintes anos, Metternich esforçou-se vigorosamente para amenizar os motins ou revoluções liberalistas ou nacionalistas que sacudiam a Europa, entre 1820 e 1848.
Seu sistema "anti-revolucionário" começou a debilitar-se, sobretudo devido à independência da Grécia, em 1827 e da Bélgica, em 1830, assim como a queda dos Bourbon em França, também em 1830. Assim, nunca conseguiu que o imperador e o seu sucessor, lhe concedessem a influência decisiva no Assuntos Internos, ficando, as suas pretensões políticas para o país ao qual sempre se dedicou, sem efeito.
A explosão da Revolução de 1848, na Itália, na Alemanha e dentro do próprio Império Austríaco, pôs em causa todo o sistema tradicionalista revigorado por Metternich, caindo este do poder. Teve então que exilar-se e, Fernando I, o imperador, que abdicar da Coroa. Foi o culminar do declínio de um dos maiores diplomatas que a Europa já conheceu.
Regressou àquele que considerava o seu país no ano de 1851. Mas, o novo imperador, Francisco José I, não o convidou a participar do governo, enquanto a ascensão do poderio prussiano sobre Alemanha e da ascensão da França punha em causa o equilíbrio europeu, ditado por Metternich em 1815.

### Décadas 1830-1840
Durante mais de 30 anos Metternich dominou a política exterior austríaca como principal ministro e depois de 1835 como membro do Conselho de Regência, pois o imperador Fernando I era incapaz de reinar.
Supremo garante da ordem européia abalada pelas revoluções de 1830, Metternich se fez o campeão do conservadorismo no interior do Império. O sistema da Santa Aliança permitia à Áustria conter os movimentos de rebelião dos alemães, italianos, eslavos e húngaros, cuja emancipação provocaria a dissolução do Império. Metternich desconfia mesmo dos inícios da industrialização na Boêmia. Contribui a estabelecer um regime com base numa polícia eficiente, no exército, na burocracia e na Igreja. Sua política imobilista permitiu à Áustria deixar de fazer as reformas necessárias, mas não pode impedir a monarquia de vacilar na crise de 1848.
O Império conserva suas instituições pluralistas, em partículas suas dietas numerosas, dominadas pela nobreza, mas cujos poderes são reduzidos. O despertar das diversas nacionalidades dentro do Império teve origem no domínio literário, nos círculos instruídos de sábios e poetas (o historiador checo Palacký, o poeta húngaro Petöfi), assim como no domínio político como o demonstrou a ação de Kossuth, deputado à Dieta da Hungria, de tendência liberal. Metternich não se preocuparia com tais movimentos e seu aparente imobilismo teve fim na revolução de Viena em março de 1848 que o forçou a fugir.

### Com relação a Portugal

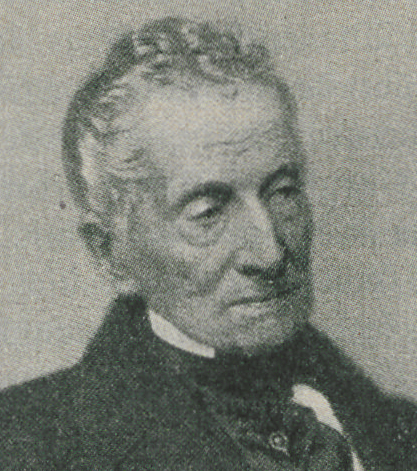
Klemens, príncipe de Metternich-Winneburg.

Tentou reprimir ao máximo a conquista do poder, em Portugal, pelos liberalistas. Contudo, estes conseguiram, atribuladamente, alcançar o poder. Assim, estrategicamente, Metternich, que não tinha quaisquer tipo de interesses económicos no estado ibérico, cortou, simplesmente, relações com o país, opondo-se com rigor às muitas tentativas do embaixador D. Francisco de Almeida Portugal de restabelecer os intercâmbios diplomáticos entre Portugal e a Áustria.
Aquando da sua estadia em Paris, por ordem do rei, Almeida Portugal foi mandado a Viena, para restabelecer a diplomacia entre Portugal e a decadente potência austríaca. Todavia, a sua entrada no país foi negada por Metternich, tendo Almeida Portugal que se manter em Paris, onde, posteriormente, tentou renegociar os interesses portugueses com o embaixador austríaco, que acabaram por não ter sucesso. Aqui é notável a influência de Metternich sobre a potência da qual era ministro, exercendo um poder praticamente maior que o do imperador, que quase metia o Estado nas suas mãos.

## Casamentos e descendência
Casou-se pela primeira vez em Slavkov a 27 de Setembro de 1795 com Maria Leonor, princesa de Kaunitz-Rietberg, com quem teve:
1. Maria Leopoldina Metternich-Winneburg, nascida a 17 de janeiro 1797;
2. Franz Karl Johann Georg Metternich-Winneburg, nascido a 21 de fevereiro de 1798;
3. Clemens Eduard Metternich-Winneburg, nascido a 10 de junho de 1799;
4. Viktor Metternich-Winneburg, nascido a 12 de janeiro de 1803;
5. Clementine Marie Octavie Metternich-Winneburg, nascida a 30 de agosto de 1804;
6. Maria Antonia Metternich-Winneburg, nascida a 25 de agosto de 1806;
7. Leontine Adelheid Maria Pauline Metternich-Winneburg, nascida a 18 de junho de 1811;
8. Hermine Gabriele Marie Eleonore Leopoldine Metternich-Winneburg, nascida a 1 de setembro de 1815.

Casou-se pela segunda vez em Viena a 5 de Novembro de 1827 com Maria Antónia de Leykam, com quem teveː
1. Richard Clemens, Fürst von Metternich-Winneburg, nascido a 7 de janeiro de 1829;

Casou-se pela terceira vez em Viena a 30 de Janeiro de 1831 com Melanie de Zichy-Ferraris, condessa de Zich e Vasanykeö, com quem teve:
1. Melanie von Metternich-Winneburg, nascida a 27 de março de 1832;
2. Clemens von Metternich-Winneburg, nascido a 21 de abril de 1833;
3. Paul Clemens Lothar von Metternich-Winneburg, nascido a 14 de outubro de 1834;
4. Maria von Metternich-Winneburg, nascida a 1836;
5. Lothar von Metternich-Winneburg, nascido a 12 de setembro de 1837.